# SDSS J105452.80+611711.8
SDSS J105452.80+611711.8 ist eine Galaxie im Sternbild Großer Bär am Nordsternhimmel, die schätzungsweise 2,7 Milliarden Lichtjahre von der Milchstraße entfernt ist. Im selben Himmelsareal befindet sich u. a. die Galaxie NGC 3407 und NGC 3435.